# Бістрец (комуна)
Бістрец (рум. Bistreț) — комуна у повіті Долж в Румунії. До складу комуни входять такі села (дані про населення за 2002 рік):
- Бриндуша (186 осіб)
- Бістрец (2580 осіб) — адміністративний центр комуни
- Бістрецу-Ноу (926 осіб)
- Плоска (924 особи)

Комуна розташована на відстані 215 км на захід від Бухареста, 54 км на південний захід від Крайови.

## Населення
За даними перепису населення 2002 року у комуні проживали 4616 осіб.
Національний склад населення комуни:
| Національність | Кількість осіб | Відсоток |
| -------------- | -------------- | -------- |
| румуни         | 4238           | 91,8%    |
| цигани         | 378            | 8,2%     |

Рідною мовою назвали:
| Мова      | Кількість осіб | Відсоток |
| --------- | -------------- | -------- |
| румунська | 4311           | 93,4%    |
| циганська | 305            | 6,6%     |

Склад населення комуни за віросповіданням:
| Релігія       | Кількість осіб | Відсоток |
| ------------- | -------------- | -------- |
| православні   | 4564           | 98,9%    |
| п'ятдесятники | 44             | 1,0%     |
| адвентисти    | 1              | < 0,1%   |
| бретрени      | 1              | < 0,1%   |